# Палац культури «Кристал»
49°55′56″ пн. ш. 23°33′55″ сх. д. / 49.932120° пн. ш. 23.565231° сх. д.

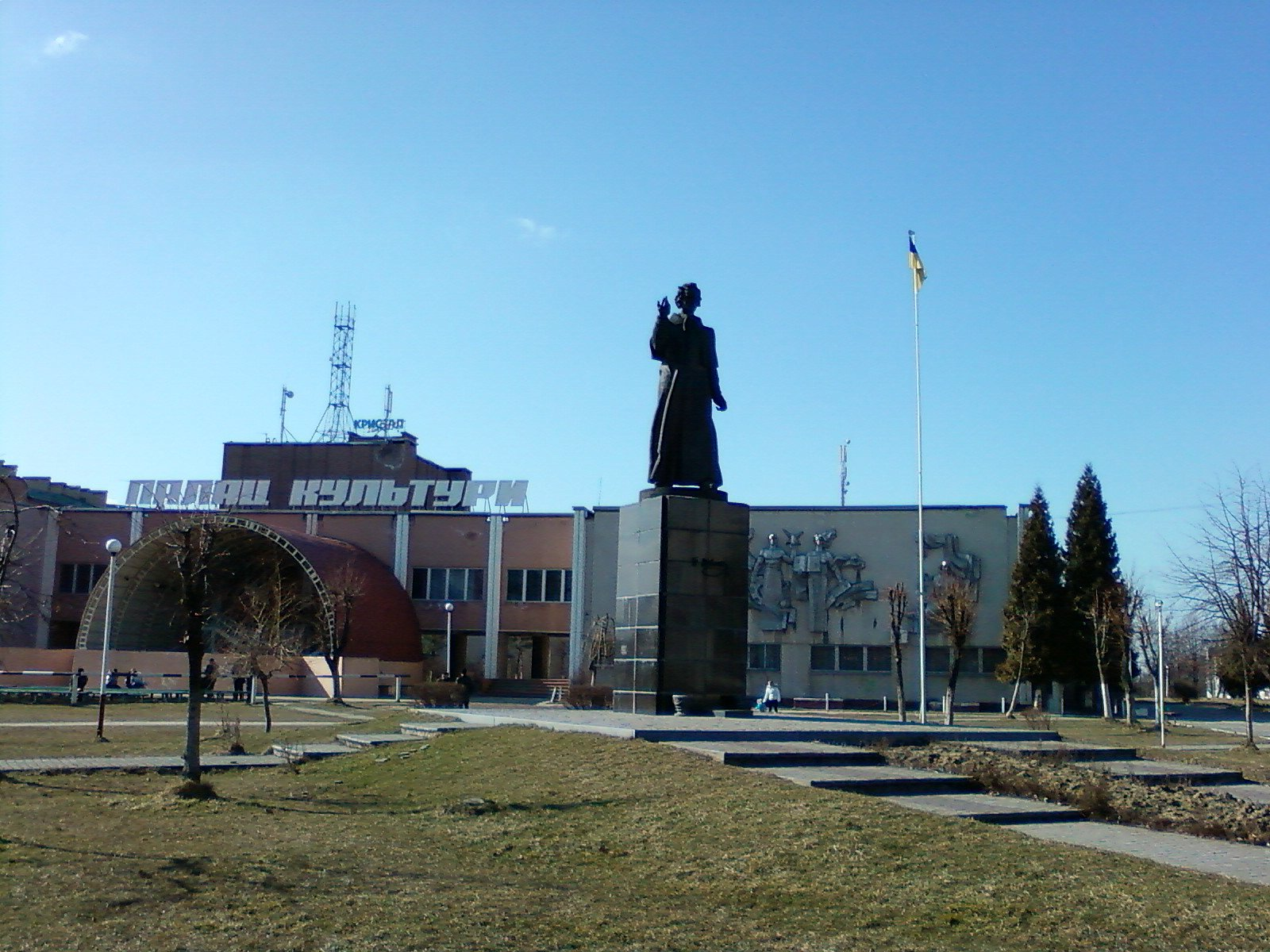
Пам'ятник Тарасу Шевченку, позаду - Палац культури «Кристал»

Палац культури «Кристал» — центр культурного життя міста Новояворівськ, збудований 4 листопада 1984 року, зданий в експлуатацію в січні 1985. У ньому проходять найважливіші заходи соціально-політичного життя, економічні форуми, різноманітні виставки, концерти естрадних і хорових колективів, зірок естради, працюють хорові колективи, танцювальні гуртки, циркова студія, телестудія, бібліотека, спортзал. У палаці розміщена велика зала на 720 місць і актовий зал на 250 місць, танцювальний зал, буфет-кафе, виставковий зал, бібліотека, хореографічний клас та інші приміщення. Заклад перебуває у комунальній власності міста.
Щороку в Палаці культури «Кристал» проводиться фестиваль «Молода Галичина» (7-12 липня, починаючи з 1991 р.), який дав путівку у мистецьке життя багатьом молодим виконавцям, відомим сьогодні зіркам української естради та шоу-бізнесу: композиторам Тимуру Усманову, Руслану Талабірі, популярним співачкам Катерині Бужинській, Наталії Бучинській, Каті Чілі, Тіні Кароль, Оксані Грицай (Міка Ньютон).

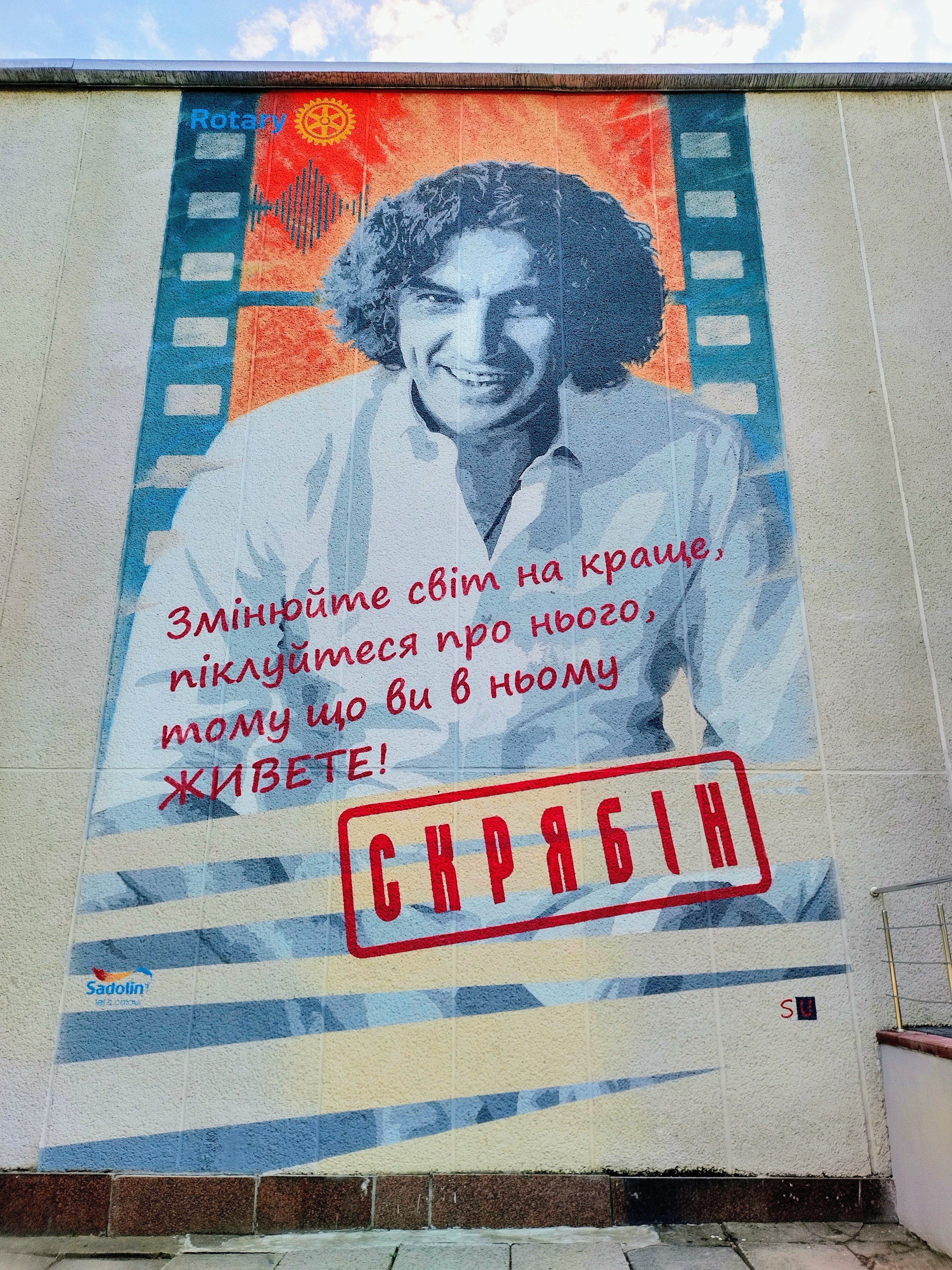
Мурал "Скрябін" на фасаді палацу

Саме тут проходили перші репетиції та концерти групи «Скрябін».
Адреса: Львівська область, м. Новояворівськ, вул. Шевченка, 1